# أنطوان باتيس
أنطوان باتيس (بالفرنسية: Antoine Batisse)‏ (13 يناير 1995 بفرساي في فرنسا - ) هو لاعب كرة قدم فرنسي في مركز الوسط. لعب مع نادي نيور.

## وصلات خارجية
- أنطوان باتيس على موقع رابطة كرة القدم الفرنسية للمحترفين (الإنجليزية)
- أنطوان باتيس على موقع قاعدة بيانات كرة القدم.إي يو (الإنجليزية)
- أنطوان باتيس على موقع Soccerway.com (الإنجليزية)